# عملیات خاکی

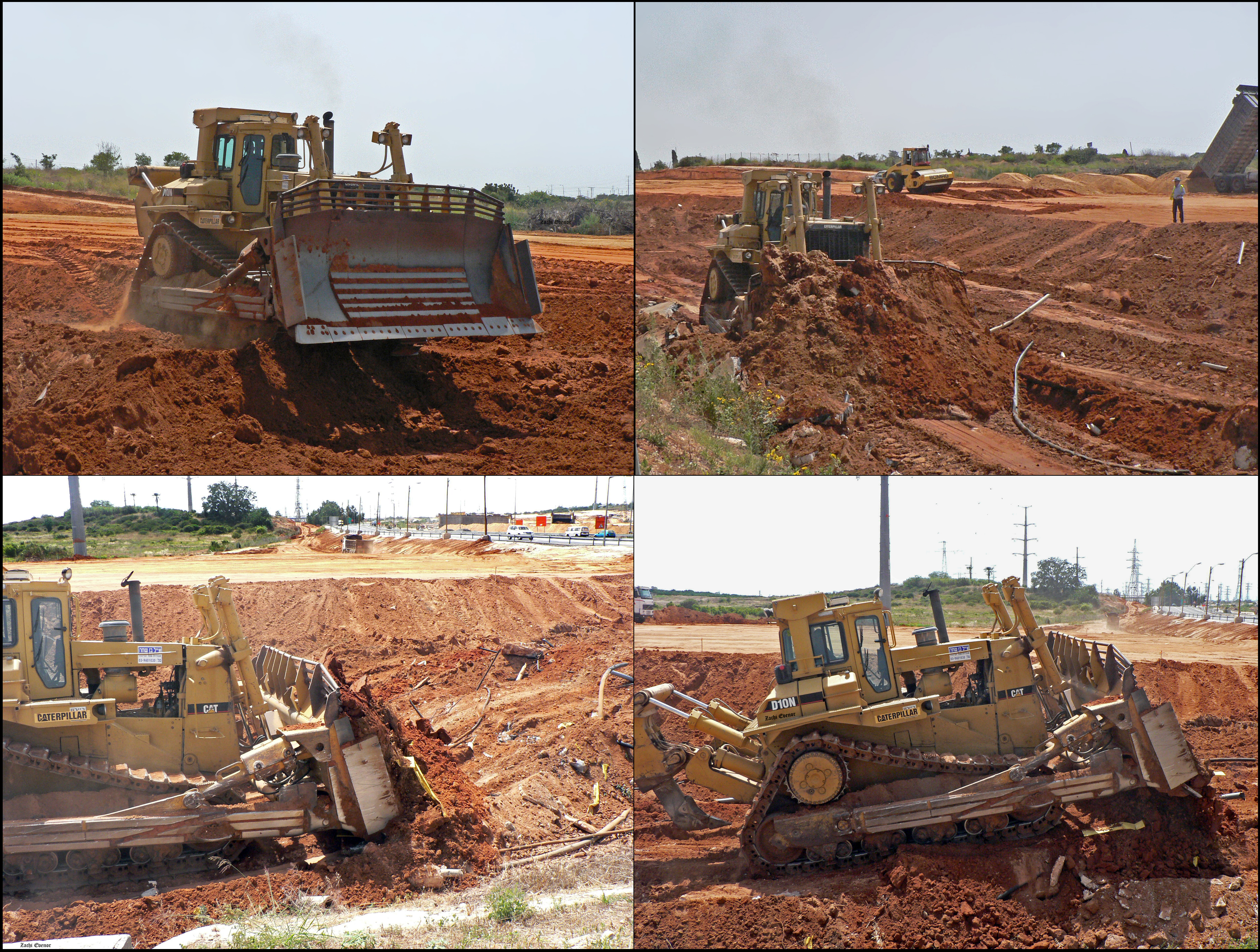
کاترپیلار دی۱۰ بولدوزر در حال کار

عملیات خاکی به مجموعه کارهایی گفته می‌شود که برای آماده‌سازی زمین برای ساخت راه، ساختمان و فعالیت‌های عمرانی انجام می‌شوند و معمولاً همراه با خاک‌برداری، جابجایی خاک و یا خاک‌ریزی می‌باشد.
خاکبرداری و گودبرداری در ساختمان‌ها به دلایل مختلفی صورت می‌گیرد که می‌توان به موارد زیر اشاره کرد:
- برای رسیدن به خاک بکر، محکم و سفت
- جهت پایین آوردن مرکز ثقل سازه
- جهت قرار گرفتن فونداسیون در مکان امن و دور از سیل و یخبندان

## گودبرداری و خاکبرداری
گودبرداری یا در اصطلاح عامه خاکبرداری، به برداشتن خاک از سطح و عمق زمین گفته می‌شود.
گودبرداری به چند منظور انجام می‌شود، که از دلایل اصلی آن می‌توان به رسیدن عمق و خاک سفت (خاک بکر) اشاره کرد. گود برداری نوعی کار ژئوتکنیکی محسوب می‌شود. کمیته علمی تخصصی گودبرداری یکی از کمیته‌های انجمن ژئوتکنیک ایران بایگانی‌شده  در ۹ آوریل ۲۰۱۶ توسط Wayback Machine است .
منظور از خاکبرداری و گودبرداری عبارتست از برداشت خاکهای محوطه، گودبرداری پی ساختمانها و محل ابنیه فنی تأسیسات، برداشت خاک از منابع قرضه با وسایل، تجهیزات و ماشین آلات تا تراز و رقومهای خواسته شده در نقشه‌های اجرایی و دستورالعمل‌های اجرایی این عملیات است.
فرمولها و روابط زیادی جهت محاسبه احجام خاکبرداری وجود دارد که به دلیل شرایط توپوگرافی زمین اغلب با خطاهایی همراه می باشند، رایج ترین آنها دو تکنیک ذوزنقه (به انگلیسی: trapezoid یا trapezium) و منشوروار (به انگلیسی: Prismatoid) هستند.در اغلب آیین نامه ها دقت فرمول ذوزنقه ای  جهت محاسبه احجام عملیات خاکی کافی تشخیص داده شده اما در صورت مواجه با خاکهایی چند لایه با جنس مختلف که نیاز به محاسبه حجم هر لایه باشد استفاده از فرمول منشوری توصیه شده است.یکی از نکات حائز اهمیت هنگام استفاده از فرمول منشوری دقت در محاسبه پایین ترین لایه خاک است که به دلیل شکل ذوزنقه ای آن باید از فرمول ذوزنقه ای استفاده شود تفاوت اصلی این دو فرمول به دلیل اضافه شدن خطای نا همگونی مساحت در طول مقطع در خاک های چند لایه است که در عامل رادیکالی فرمول منشوری منظور شده است.
فرمول محاسبه احجام ذوزنقه ای :
```

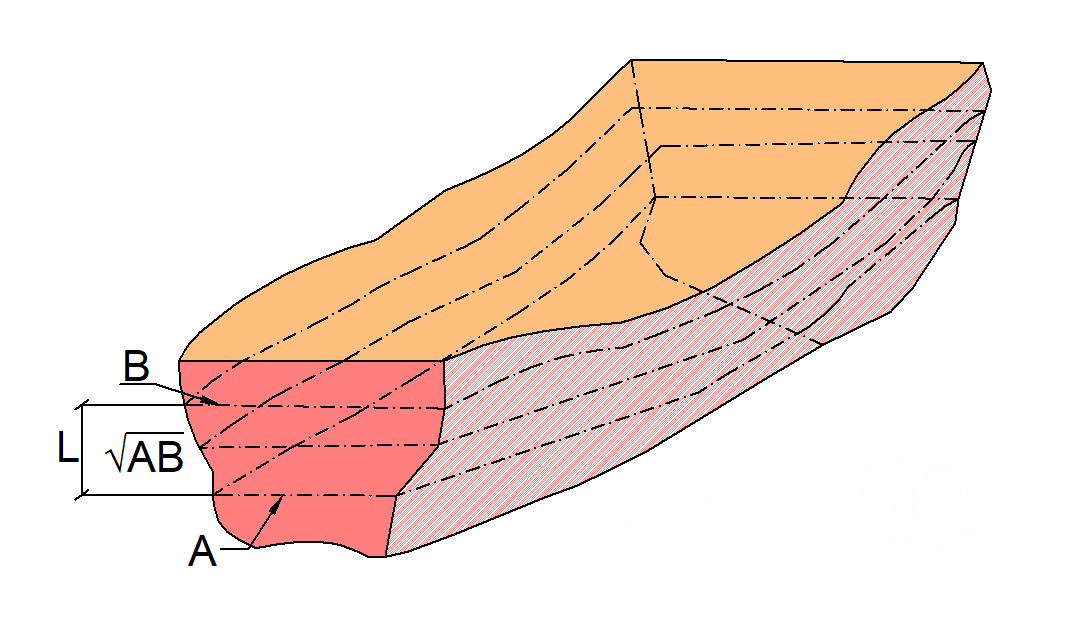
خاک با لایه های مختلف

                                     V = L x (A1 + A2) / 2 
```

فرمول محاسبه احجام منشوری :
```
                       V = L x (A1 + Sqr (A1*A2) + A2) / 3   
```

در روابط بالا L طول بازه و A1 و A2 به ترتیب مساحت های مقاطع ابتدا و انتهای بازه هستند.

## میخکوبی در خاکبرداری
میخ کوبی (به انگلیسی: Soil Nailing)یکی از روش‌های است که توسط مهندسین استرالیایی به وجود آمد که برای پایدارسازی جدار تونل‌ها در دهه ۶۰ میلادی استفاده شد. در این روش بدین صورت است که ابتدا دیواره‌ها گلاژ می‌گردند. بعد از آن به واسطه میخ‌های پنجاه سانتی‌متری شبکه‌های مش‌های فولادی نصب می گردند و سپس روی آن‌ها حدود ده الی پانزده سانتی‌متر بتن ریخته می‌شود. در مرحلهٔ بعد حفاری گمانه‌ها و جایگذاری میلگرد یا کابل‌ها صورت می‌گیرد و سپس تزریق گمانه با دوغاب سیمان انجام می‌شود بعد از اینکه دوغاب گیرش لازم را گرفت درپوش (به انگلیسی: Head Nail)میخ‌ها بسته می‌گردند.
بدین صورت به واسطه مش و شات، نیروی رانش خاک به درپوش داده می‌شود و به واسطه نیل‌ها این نیرو به تودهٔ خاک انتقال داده می‌شود مانند اینکه به واسطه سیستم نیلینگ ، رانش خاک به خود خاک مهار می گردد. میخ کوبی خاک یا همان نیلینگ بعد از آن به واسطه فرانسوی‌ها و مهندسین آلمانی برای پایداری کوله پل‌ها و ترانشه‌ها گالری تونل‌ها استفاده گردید.

## جستارها
وابسته
- مکانیک خاک
- ژئوتکنیک

### ابزارهای انجام دهنده
از ابزارهای موجود برای خاکبرداری می‌توان به موارد زیر اشاره کرد:
1. بیل مکانیکی
2. لودر
3. مینی لودر
4. شاول